# Ferrante Vincenzo Gonzaga
Ferrante Vincenzo Gonzaga (Torino, 6 marzo 1889 – Eboli, 8 settembre 1943) è stato un militare italiano caduto nella seconda guerra mondiale e insignito della medaglia d'oro al valor militare e della medaglia d'argento al valor militare.

## Biografia

### Origini e formazione
Figlio del militare Maurizio Ferrante Gonzaga, marchese di Vescovato e dal 1932 marchese del Vodice, ereditò alla morte del padre i titoli di marchese del Vodice, conte di Villanova, conte di Cassolnovo, signore di Vescovato e patrizio veneto. Dopo essersi laureato in ingegneria all'Università di Torino, decise poi di intraprendere la carriera militare.

### La carriera militare
Dopo aver partecipato alla guerra di Libia e alla prima guerra mondiale, nel 1926 era stato assegnato presso il Comando del Corpo d'armata di Roma. Ebbe poi, nel 1936, da colonnello, il comando del 1º Reggimento artiglieria “Cacciatori delle Alpi” a Foligno. La seconda guerra mondiale lo vide comandare l'artiglieria del XIII° Corpo d'armata a Cagliari (dal 10 giugno 1940) e quindi, promosso generale di brigata il 1º luglio 1940, a Elbasan, in Albania, al comando dell'artiglieria del XXV° Corpo (dall'8 aprile al 1º novembre 1942).

### L'armistizio dell'8 settembre 1943 e la morte
Il 10 febbraio 1943 a Gonzaga del Vodice fu affidato il comando della 222ª Divisione costiera (capo di SM era il maggiore carrista Luigi Pinna) dislocata nel salernitano (un'unità in grave carenza di organico e con ufficiali e soldati spesso non all'altezza). Dopo l'armistizio dell'8 settembre i tedeschi avviarono l'operazione Achse che prevedeva il disarmo di tutti i reparti italiani in armi. Già da alcuni giorni il generale Gonzaga aveva iniziato a prepararsi per ogni evenienza, e diramò tempestivi ordini ai reparti di non consegnare le armi ai tedeschi, ma di raggrupparsi e prepararsi a resistere. In località Buccoli, nel comune di Eboli il generale Gonzaga fu raggiunto con il proprio reparto da un raggruppamento tedesco comandato dal maggiore Alvensleben che gli intimò la resa. Gonzaga rifiutò di arrendersi gridando ai propri uomini: "Un Gonzaga non si arrende mai". Impugnata la propria pistola fu però ucciso con una raffica di mitra. Lo stesso maggiore Udo von Alvensleben espresse poi ammirazione per il coraggio di Gonzaga.
Per la permanenza in Sardegna nel 1940-42 e soprattutto perché decorato di MOVM, una caserma a Sassari, sede attuale del 152º reggimento fanteria, è intitolata al generale Gonzaga.

## Ascendenza patrilineare diretta
1. Filippo Corradi, XII secolo-XII secolo
2. Abramino Corradi, 1155 circa–1210
3. Guidone Corradi, XII secolo-1272
4. Antonio Corradi, XIII secolo-1283
5. Guido Corradi, XIII secolo-1318
6. Luigi I Gonzaga, 1268-1360
7. Guido Gonzaga, 1290-1369
8. Ludovico I Gonzaga, 1334-1382
9. Francesco I Gonzaga, 1366-1407
10. Gianfrancesco Gonzaga, 1395-1444
11. Ludovico III Gonzaga, 1412-1478
12. Federico I Gonzaga, 1441-1484
13. Giovanni Gonzaga, 1474-1525
14. Sigismondo I Gonzaga, 1499-1530
15. Sigismondo II Gonzaga, 1530-1567
16. Giordano Gonzaga, 1553-1614
17. Niccolò Gonzaga, 1608-1665
18. Gian Giordano Gonzaga, 1640-1677
19. Carlo Giuseppe Gonzaga, 1664-1703
20. Francesco Ferrante Gonzaga, 1697-1749
21. Francesco Niccolò Gonzaga, 1731-1783
22. Francesco Carlo Gonzaga, 1766-1834
23. Antonio Francesco Gonzaga, 1831-1899
24. Maurizio Ferrante Gonzaga, 1861-1938
25. Ferrante Vincenzo Gonzaga 1889-1943

## Discendenza
Il 20 ottobre 1937 sposò a Piacenza Luisa Anguissola-Scotti (1903-2008), figlia di Ranuzio Anguissola-Scotti, conte di Podenzano e Ville, dalla quale ebbe tre figli:
- Maurizio Ferrante, 15º marchese di Vescovato, 3º marchese del Vodice, conte di Villanova, conte di Cassolnovo e patrizio Veneto (nato a Roma il 4 settembre 1938)[5];
- Corrado Alessandro (nato a Roma il 10 luglio 1941 - morto a Piacenza il 23 gennaio 2021[6]), signore di Vescovato e patrizio veneto[7];
- Isabella (nata a Roma il 15 novembre 1942), sposò Hans Otto Heidkamp.